# Jiří Doležal (politik KSČ)
Jiří Doležal (* 1. srpna 1948) byl český a československý politik Komunistické strany Československa a poslanec Sněmovny národů Federálního shromáždění za normalizace.

## Biografie
V červnu 1989 nastoupil za KSČ do české části Sněmovny národů (volební obvod č. 62 – Ostrava I, Severomoravský kraj). Byl zvolen v doplňovacích volbách do FS, které probíhaly v několika uvolněných obvodech v dubnu 1989 a to poprvé během komunistické vlády v systému, kdy o jedno poslanecké křeslo soutěžilo vícero kandidátů. Šlo o projev mírných politických změn, které přinesla perestrojka. Jiří Doležal se profesně uvádí jako valcíř profilů z podniku Nová huť Klementa Gottwalda Ostrava.
Ve Federálním shromáždění setrval do konce funkčního období, tedy do svobodných voleb roku 1990. Netýkal se ho proces kooptací do Federálního shromáždění po sametové revoluci.